# 아스팔트
아스팔트(영어: asphalt, i/ˈæsfɔːlt/) 또는 역청(瀝靑)은 원유를 정제한 뒤 남는 끈적거리고 검은 색의 점성을 가진 액체나 반고체 상태의 석유 화합물을 말한다. 유전에서 천연으로 얻을 수도 있다.

## 용어
천연 탄화수소 화합물로 역청(瀝靑)ㆍ지역청(地瀝靑)ㆍ토역청(土瀝靑) 등으로도 부른다.

## 역사

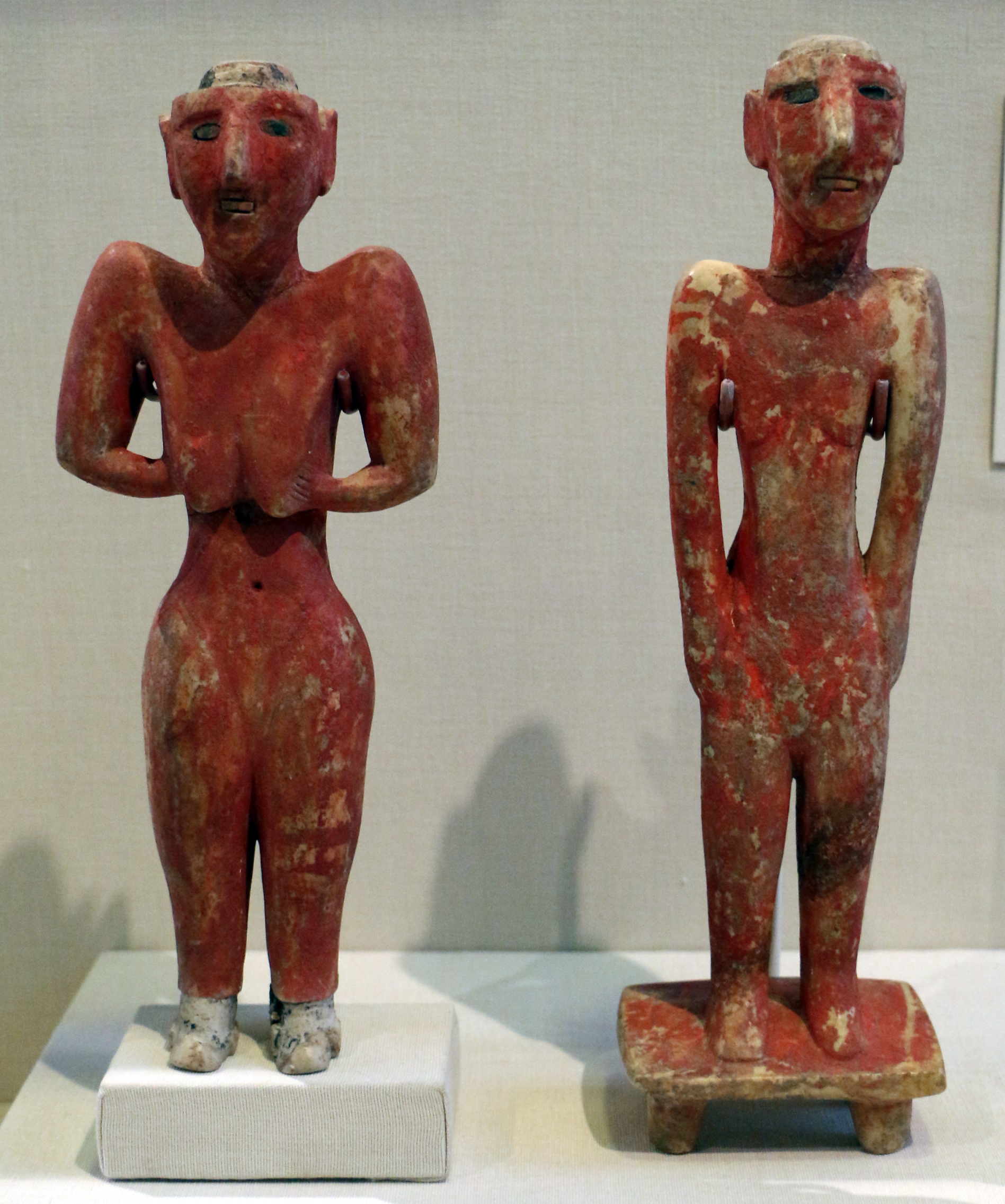
비투멘을 새겨넣은 신석기시대의 입상

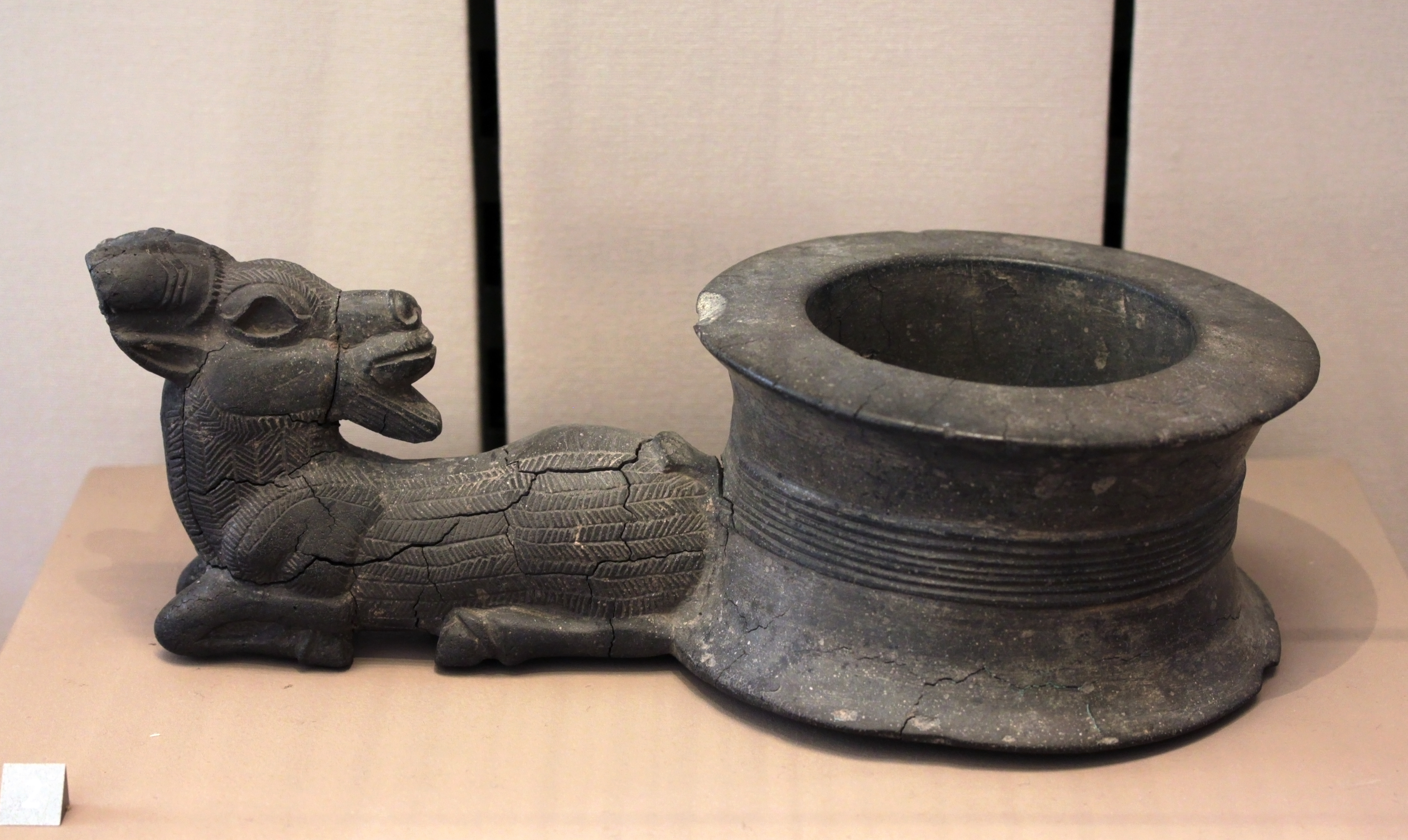
비투멘으로 만든 그릇 (기원전 20세기 수메르 문명)

역청은 유전에서 석유가 오랜 시간 동안 휘발하면서 자연적으로 생겨난다. 유전이 있는 지대에는 석기 시대부터 역청을 사용한 유물이 발굴된다.
창세기에는 노아의 방주의 방수 도료와 바벨탑의 벽돌 사이에 바르는 자재로 역청이 등장한다.

## 용도
방수 능력이 뛰어나 도로포장, 방수, 방습 재료로 쓴다.

## 아스팔트 콘크리트
아스팔트를 자갈, 모래 등의 골재의 결합재(영어: binder 바인더[*])로 쓴 것을 아스팔트 콘크리트(줄여서 아스콘, 아스팔트)라고 부르고, 이 혼합재는 보통 포장 등에 쓴다.

### 비투멘
역청질(bituminous substance)은 샌드스톤(sandstone), 실트스톤(siltstone), 셰일(shale)과 탄산염 내에 점성 침투물로 존재하는 유기 잔유물로 비투멘(영어: bitumen), 아스팔틱 비투멘(asphaltic bitumen), 아스팔트 등으로 부른다.
이 물질은 액상 석유로부터 중질, 점성 아스팔트를 거쳐 고상 아스팔타이트(asphaltite)까지 걸쳐 있으며 이황화탄소 등의 용매로 추출할 수 있는 유기혼합물의 형태를 보통 비투멘이라고 한다.
천연 비투멘은 프로페인에 녹는 기름 성분, 수지, 아스팔틴, 카빈으로 구성되는 유분의 고분자량의 탄화수소 형태와 비 탄화수소 형태의 혼합물이다.
캐나다 앨버타주 아스바스카 지역에 영국 크기 면적으로 매장된 오일샌드는 고결되지 않은 모래, 비투멘, 점토 퇴적물, 물의 혼합체이다. 비투멘은 베네수엘라, 러시아, 미국에도 있지만 베네수엘라와 캐나다가 최대 매장국이며, 특히 캐나다는 전 세계 매장량의 40 % 정도를 차지한다.
이 아타바스카 비투멘(Athabasca bitumen)을 석유 대체원으로 사용하기 위해 CANMET(Canada Center for Mineral and Energy Technology)에서 연구하고, 2000년 이후 국제 유가 상승으로 오일샌드 개발이 활발해졌다.

## 같이 보기
- 아스팔트 콘크리트
- 시멘트
- 콘크리트
- 벽돌